# Ethel Benjamin

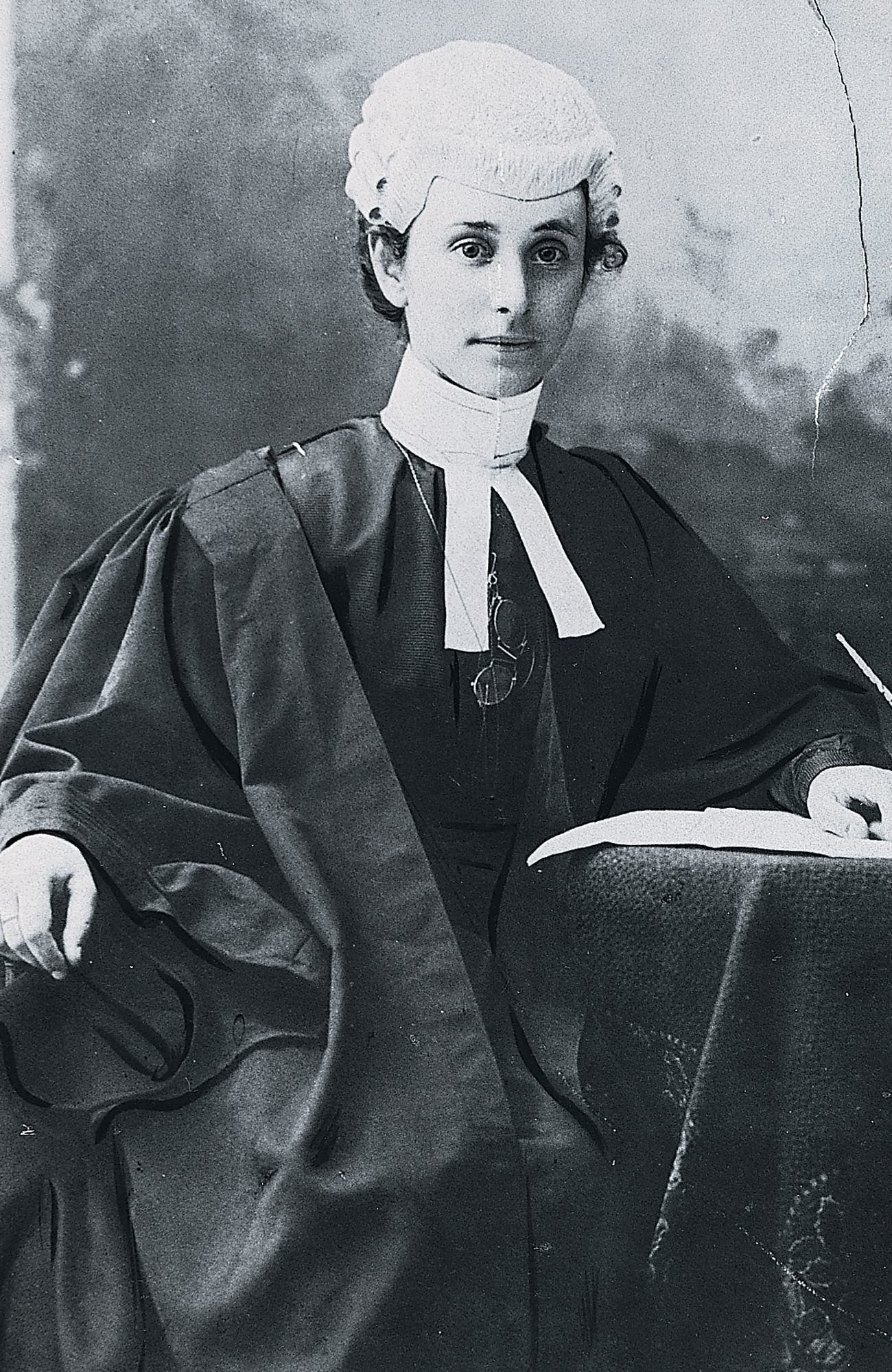
Ethel Benjamin 1897

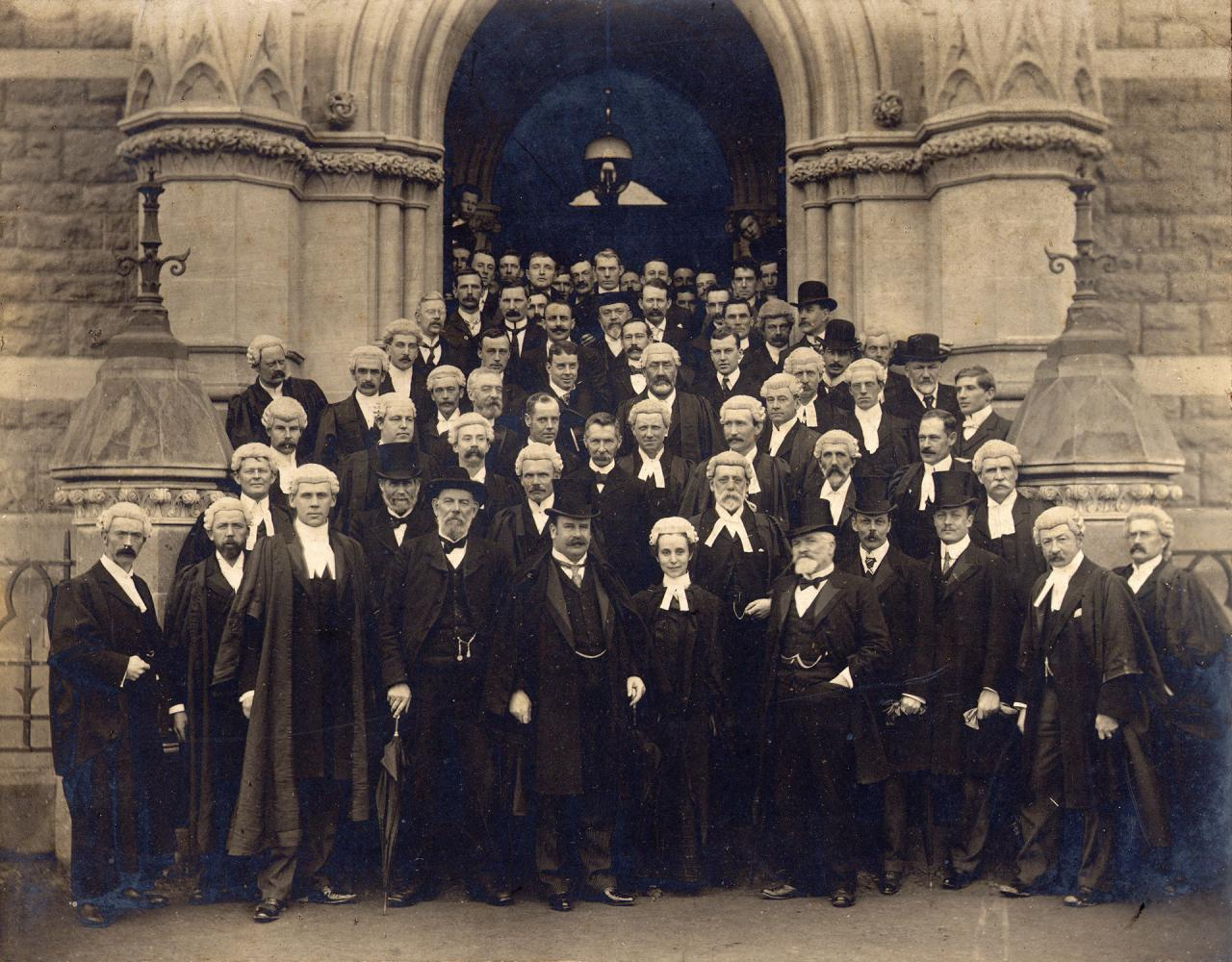
Ethel Benjamin bei der Eröffnung des Dunedin Law Courts 1902.

Ethel Rebecca Benjamin (* 19. Januar 1875 in Dunedin; † 14. Oktober 1943 in Northwood, Middlesex) war Neuseelands erste Anwältin. Am 17. September 1897 trat sie als erste Frau im britischen Empire als Anwältin vor Gericht auf und vertrat einen Mandanten bei der Rückforderung von Schulden. Sie war die zweite Frau im Empire, die als Barrister und Solicitor zugelassen wurde, zwei Monate nach Clara Brett Martin aus Kanada.

## Frühes Leben
Ethel Benjamin wurde 1875 in Dunedin als Tochter von Lizzie Mark und Henry Benjamin geboren. Die orthodoxen Juden waren in den späten 1860er-Jahren aus England ausgewandert. Henry Benjamin wurde in Dunedin Aktienmakler. Ethel Benjamin war die Älteste in einer Familie mit fünf Töchtern und zwei Söhnen. Sie besuchte von 1883 bis 1892 die Otago Girls’ High School. Dort gewann sie den „Victoria-Preis“ für Ordnung, Fleiß und Pünktlichkeit sowie eine Junior Scholarship der Schulbehörde.

## Juristische Laufbahn
1892 erhielt Benjamin ein Universitätsstipendium und 1893 schrieb sie sich an der Universität von Otago für ein Studium zum Bachelor of Laws (LLB) ein, ohne zu wissen, ob sie nach Abschluss des Studiums überhaupt in der Lage sein würde, als Anwältin zu arbeiten: „Es stimmt, dass der Anwaltsberuf damals nicht für Frauen offen war, und dass die Konzession noch nicht erteilt worden war, aber ich hatte den Glauben, dass eine so liberale Kolonie wie die unsere solche rein künstlichen Barrieren nicht lange tolerieren würde. Ich bin daher mit leichtem Herzen in mein Studium eingestiegen und bin mir sicher, dass ich nicht lange von der Verwendung eines beliebigen Grades ausgeschlossen sein sollte.“
Benjamin schloss ihr Studium im Juli 1897 mit hervorragenden Noten ab. Das Gesetz über Rechtspraktikerinnen wurde 1896 verabschiedet und ermöglichte die Gerichtszulassung als Frau. Am 10. Mai 1897 wurde sie als Rechtsanwältin und Anwältin am Obersten Gerichtshofs von Neuseeland zugelassen.
Nach ihrem Abschluss wurde Benjamin gebeten, im Namen aller Absolventen zu sprechen. Sie soll gesagt haben:
„Es war erst gestern, als ich gebeten wurde, diese angenehme Aufgabe zu übernehmen, und obwohl ich zutiefst sensibel auf das Kompliment reagierte, war ich etwas zurückhaltend, wenn es darum ging, so kurzfristig so viel auf mich zu nehmen. Aber ich wusste, dass man von mir wenig erwarten würde, und selbst wenn es mir gelingen würde, Unsinn zu reden, würde das wohltätige Urteil lauten: ‚Ach ja, das ist alles, was man von einer Frau erwarten kann.‘ “
Obwohl sie zu dieser Zeit von der Otago District Law Society benachteiligt wurde, so durch den eingeschränkten Zugang zur Bibliothek der Gesellschaft, eröffnete und leitete sie eine erfolgreiche Anwaltskanzlei in der Princes Street, hauptsächlich als Solicitor. Zu ihren Fällen gehörten Missbrauch von Frauen, Scheidung und Adoption. Die Entwicklung ihrer Privatkanzlei war nicht einfach. Die Law Society machte es ihr schwer, indem sie sie nicht zu offiziellen Anlässen wie dem jährlichen Abendessen einlud und versuchte, ihr eine Kleiderordnung aufzuzwingen. Ihre wichtigsten Kunden waren die jüdische Gemeinde und Frauen mit finanziellen Interessen. Sie war eine der wenigen neuseeländischen Feministinnen des 19. Jahrhunderts, die sich nicht für die Abstinenzbewegung einsetzte.
Ethel Benjamin war 1899 Gründungsmitglied der Dunediner Niederlassung der New Zealand Society for the Protection of Women and Children und deren ehrenamtliche Anwältin.

## Heirat und Umzüge
1906 zog Ethel Benjamin nach Christchurch und leitete ein Restaurant auf der Internationalen Ausstellung. 1907 heiratete sie Alfred Mark Ralph De Costa, einen Wellingtoner Aktienmakler, und zog mit ihm nach Wellington. Sie setzte ihre Anwaltspraxis in einem Büro neben dem ihres Mannes fort und spezialisierte sich auf Immobilienspekulationen. 1908 zogen die De Costas nach England und während des Ersten Weltkriegs leitete Ethel De Costa eine Bank in Sheffield. Sie arbeitete auch in einer Anwaltskanzlei, konnte aber nicht vollständig praktizieren, bis 1919 der Sex Disqualification (Removal) Act gegen die geschlechtliche Diskriminierung verabschiedet wurde. Zwischen den Kriegen lebten die De Costas in Südfrankreich und Italien. Alfred starb kurz vor Beginn des Zweiten Weltkriegs, Ethel arbeitete weiterhin als Rechtsanwältin in London.
Ethel starb nach einem Verkehrsunfall. Sie wurde von einem Kraftfahrzeug angefahren und starb am 14. Oktober 1943 an den Folgen eines Schädelbruches im Mount Vernon Hospital in Northwood im englischen Middlesex.

## Ehrungen
Der Ethel-Benjamin-Preis für Frauen wurde 1997 von der New Zealand Law Foundation ins Leben gerufen, um den hundertsten Jahrestag der Aufnahme von Ethel Benjamin als erste Anwältin und Anwältin Neuseelands zu begehen. Seit 2007 wird der mit 20.000 NZD dotierte Preis jährlich an zwei Preisträgerinnen vergeben.
Die Sackgasse Ethel Benjamin Place gegenüber der Zentralbibliothek der University of Otago wurde während des 100-jährigen Jubiläumsjahres 1993 nach ihr benannt.